# Gallagher
Leo Anthony Gallagher, Jr. (Fort Bragg, 24. srpnja, 1946.), američki je glumac.

## Vanjske poveznice
- Gallagher u internetskoj bazi filmova IMDb-u (engl.)